# 就地正法
就地正法，是清代的特殊死刑制度，在太平天国战争后大规模推行。清代中央权力高度集中，各地方死刑案件司法终裁权力都集中在皇帝手中，一般地方需要先将死刑案件交由三法司会审，后由皇帝批准方可执行。太平天国战争爆发后，地方匪盗数不胜数，死刑案件与日俱增，承平时期的死刑复核制度不仅迁延日久，而且耗费清政府大量资源用于押运犯人，因此清廷允许地方长官不必拘泥成例，可以以“就地正法”的名义快速镇压民变，从而有利维护清政府的统治。随着清末局势日渐稳定，清廷与封疆大吏之间就“就地正法”存废长期冲突，并一直持续至辛亥革命清朝灭亡。

## 历史
《清史稿·刑法志》认为，“惟就地正法一项，始咸丰三年……迄未之能革”，这一观点亦多见于晚清官员奏章，北京大学李贵连教授也在北大图书馆馆藏《刑部奏章》中找到咸丰三年三月十三日上谕证明此说，邱远猷在中国第一档案馆出版的太平天国史料中发现1851年广西地方即有就地正法案例，日本学者铃木系光则在清代中叶台湾史料中发现当地请求就地正法的案例，而中国人民大学清史研究所的张世明则在雍正朝《平台纪略》中发掘就地正法史料，可见就地正法制度在清代由来已久。
道光年间，就地正法开始普及，清政府在台湾、甘肃青海、直隶(河北)等地区频繁以“就地正法”镇压民变。道光二十八年（1848年），林则徐在云南迤西镇压民变时，向朝廷具陈押解审问耗资耗时，且云南一带匪盗党羽众多、聚集劫囚，请求朝廷允许地方督抚就地正法，刑部则回复特许其在五年内遇案件党羽众多可就地正法。
随着清代国力和对基层社会控制力消退，匪盗四起、社会治安日益恶化:95。同时，清代地方财政难以承担罪犯押解的费用，乃至于地方官员讳言缉盗，加重社会治安恶化。于是诸如曾国藩等封疆大吏再度请求依照林则徐之制缉捕罪犯。光绪十一年（1885年）十二月，为配合地方进行清鄉。兩廣總督张之洞和廣東巡撫倪文蔚以广东“土匪、会匪、游勇、盐枭、斗匪、洋盗七种合而为一”，“其情节实与寻常盗贼迥异”为由，奏准在广东恢复就地正法。此后，广东清乡沿用就地正法政策。负责清乡的官员即可审理、处决匪犯。宣统元年（1909年），广东咨议局讨论“停止就地正法”案。议员提出“非有就地正法，即无以清乡”，使议案未获通过。1907年的报纸提及：“[驻扎南海县的]江浦行营自前年冬再行开办之后，先后审明正法盗犯已二十余批，每批动辄三四十名，合计已千余名”。香港《華字日報》、1916年的文章，“晚清之末，营务处岁杀几千人。”陈炯明称惠州府知府陈兆棠清乡时，“杀三千余人”:96—97。